# Konpira 2
Die Konpira 2 (japanisch こんぴら2; auch Konpira II oder Konpira No. 2 geschrieben) war ein 1989 in Dienst gestelltes Fährschiff der japanischen Reederei Jumbo Ferry. Sie stand bis Dezember 2022 auf der Strecke von Kōbe nach Takamatsu im Einsatz und wurde 2023 in Chittagong abgewrackt.

## Geschichte
Die Konpira 2 entstand unter der Baunummer 976 in der Werft von Hayashikane Shipbuilding in Shimonoseki und lief am 2. Oktober 1989 vom Stapel. Nach ihrer Ablieferung an die Reederei Kato Kisen am 22. Dezember 1989 nahm sie den Fährdienst von Kōbe nach Takamatsu auf und ersetzte hierbei einen weitaus kleineren Katamaran namens Konpira. Im Juli 1990 folgte ihr Schwesterschiff Ritsurin 2.
Die Dienstzeit der Konpira 2 verlief ohne größere Zwischenfälle. Seit 2003 wurde sie von Jumbo Ferry betrieben. Im Oktober 2022 erfolgte die Indienststellung der Nachfolgerin Aoi, dennoch blieb das Schiff noch weitere zwei Monate im Einsatz und beendete schließlich am 17. Dezember 2022 nach insgesamt 33 Dienstjahren seine letzte planmäßige Überfahrt. Die Maschinenanlage der Konpira 2 hatte am Ende ihrer Dienstzeit eine Laufleistung von 212.800 Stunden, die zu diesem Zeitpunkt höchste eines japanischen Fährschiffs. Sie beförderte auf insgesamt 52.537 Überfahrten mehr etwa 5,6 Millionen Passagiere und legte hierbei eine Strecke von 6,55 Millionen Kilometern zurück, was etwa 163,5 Erdumrundungen entspricht.
Nach ihrer Ausmusterung wurde die Konpira 2 zunächst nach Übersee verkauft und unter der Flagge der Mongolei registriert. Jumbo Ferry gab zunächst an, dass das Schiff renoviert und für den neuen Besitzer wieder in Fahrt kommen solle. Stattdessen wurde es jedoch im Februar 2023 zum Abbruch verkauft. Am 7. Februar 2023 traf die Konpira 2 bei den Abwrackwerften von Chittagong in Bangladesch ein und wurde dort am folgenden Tag zum Abbruch gestrandet.

## Ausstattung
Zur Ausstattung der Konpira 2 zählten neben mehreren Lounges (darunter eine Observationslounge mit großen Aussichtsfenstern) und Räumen mit Sitzmöglichkeiten ein Badehaus (Sentō), ein Bordshop und ein Udon-Imbiss. Zentrum des Schiffes war das mehrstöckige Treppenhaus, in dem sich auch der Eingangsbereich und die Rezeption befanden. Zudem verfügte die Fähre über Sitzmöglichkeiten an Deck.

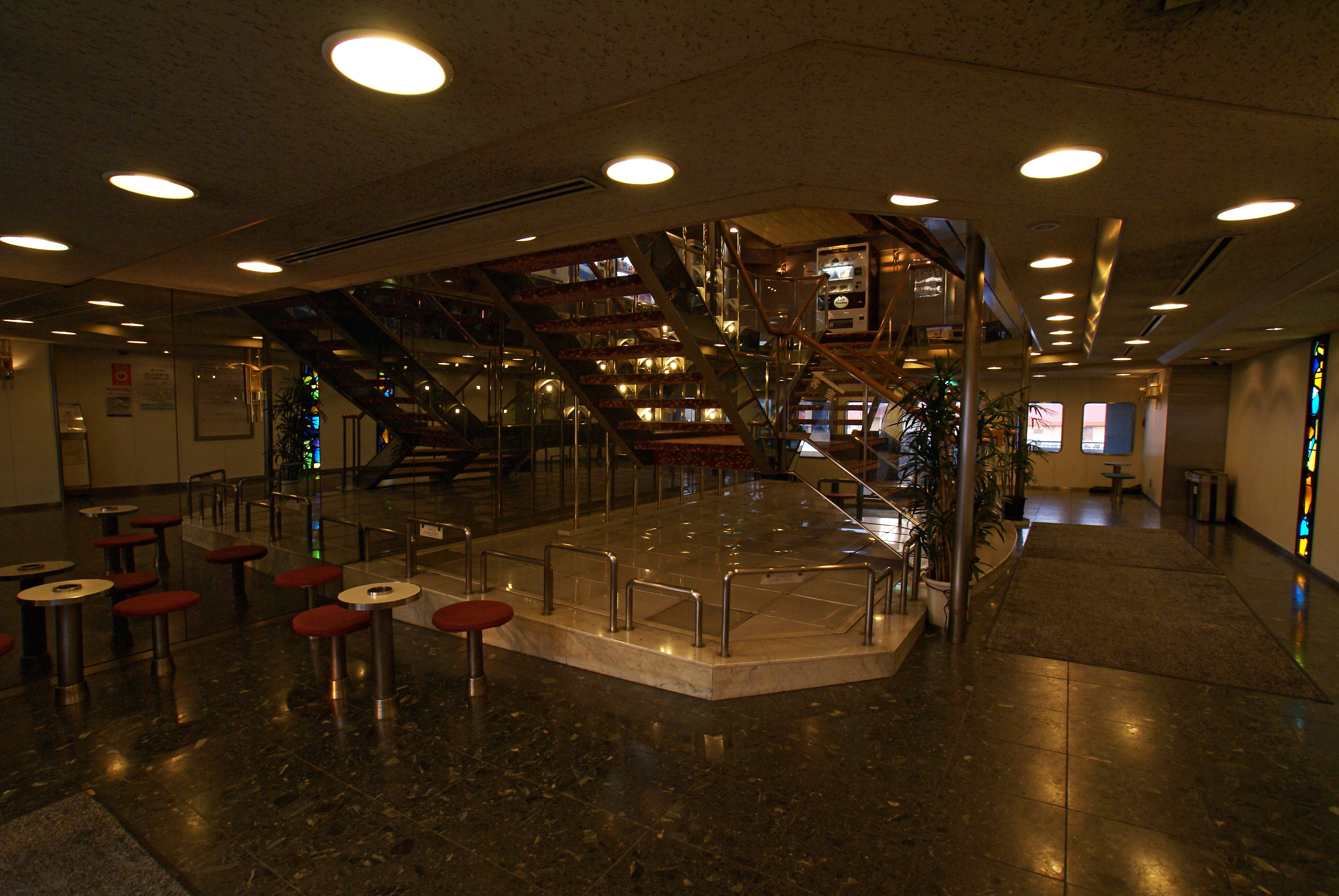
Eingangsbereich mit Treppenhaus
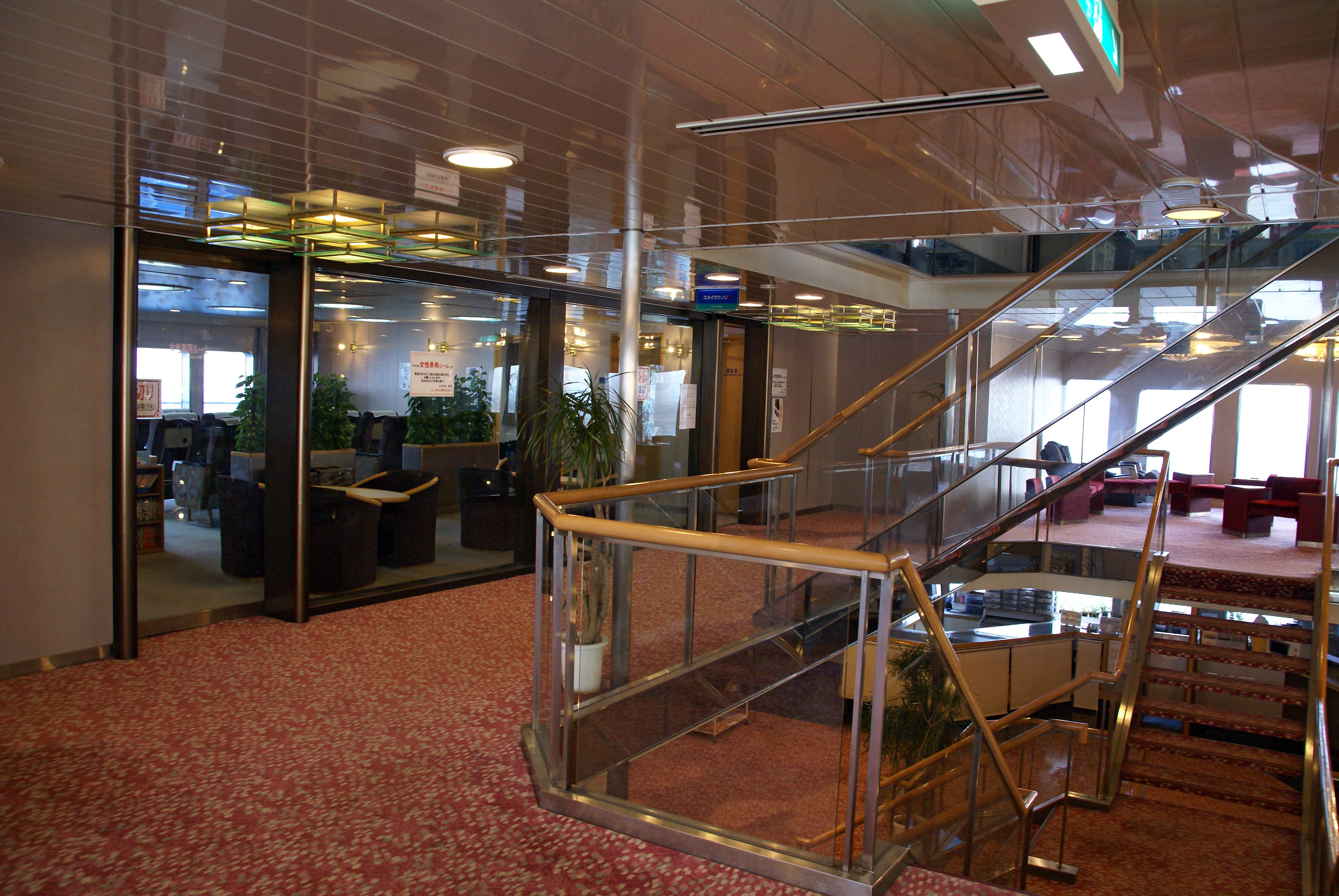
Treppenhaus mit Blick in eine der Lounges
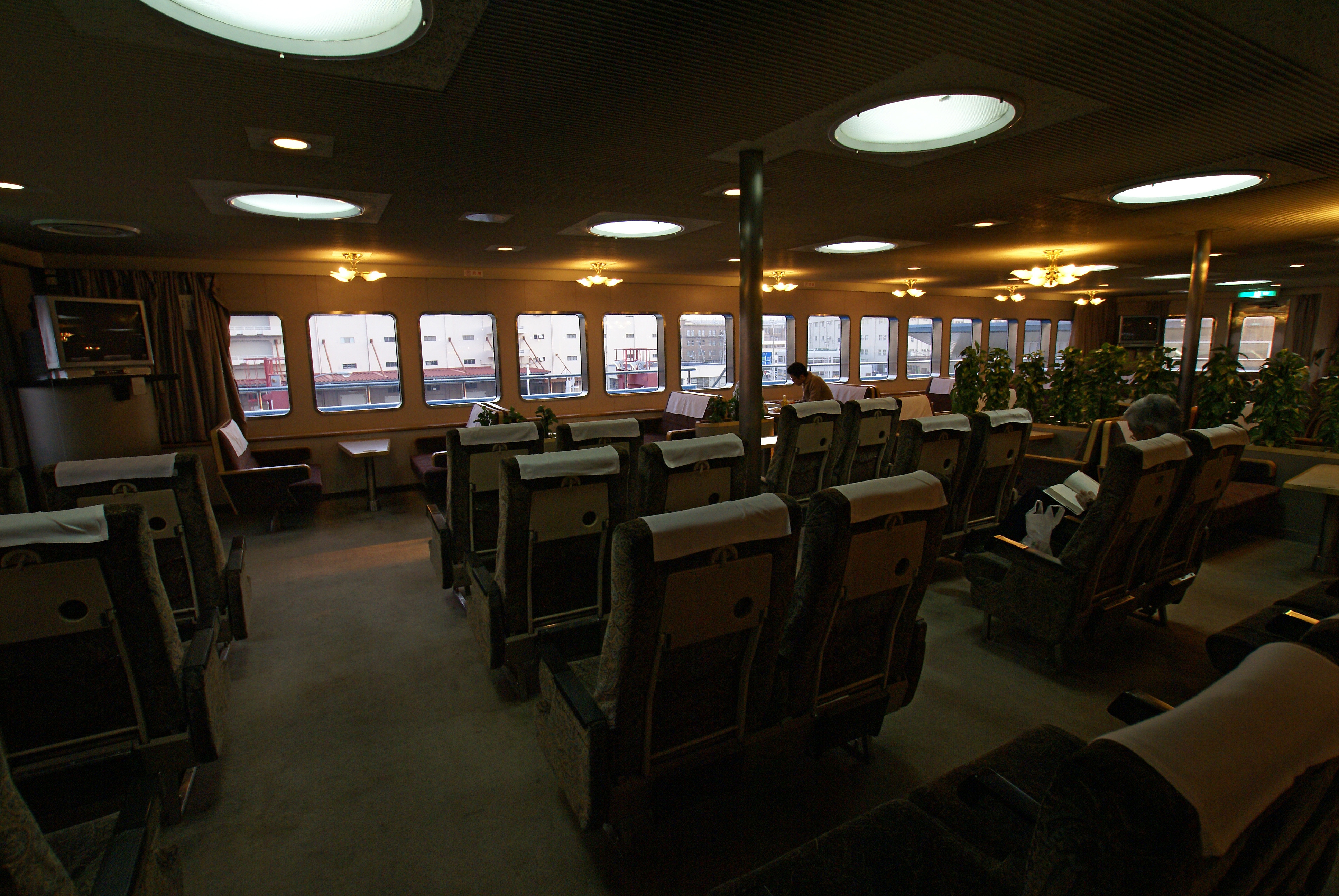
Lounge mit Liegesesseln
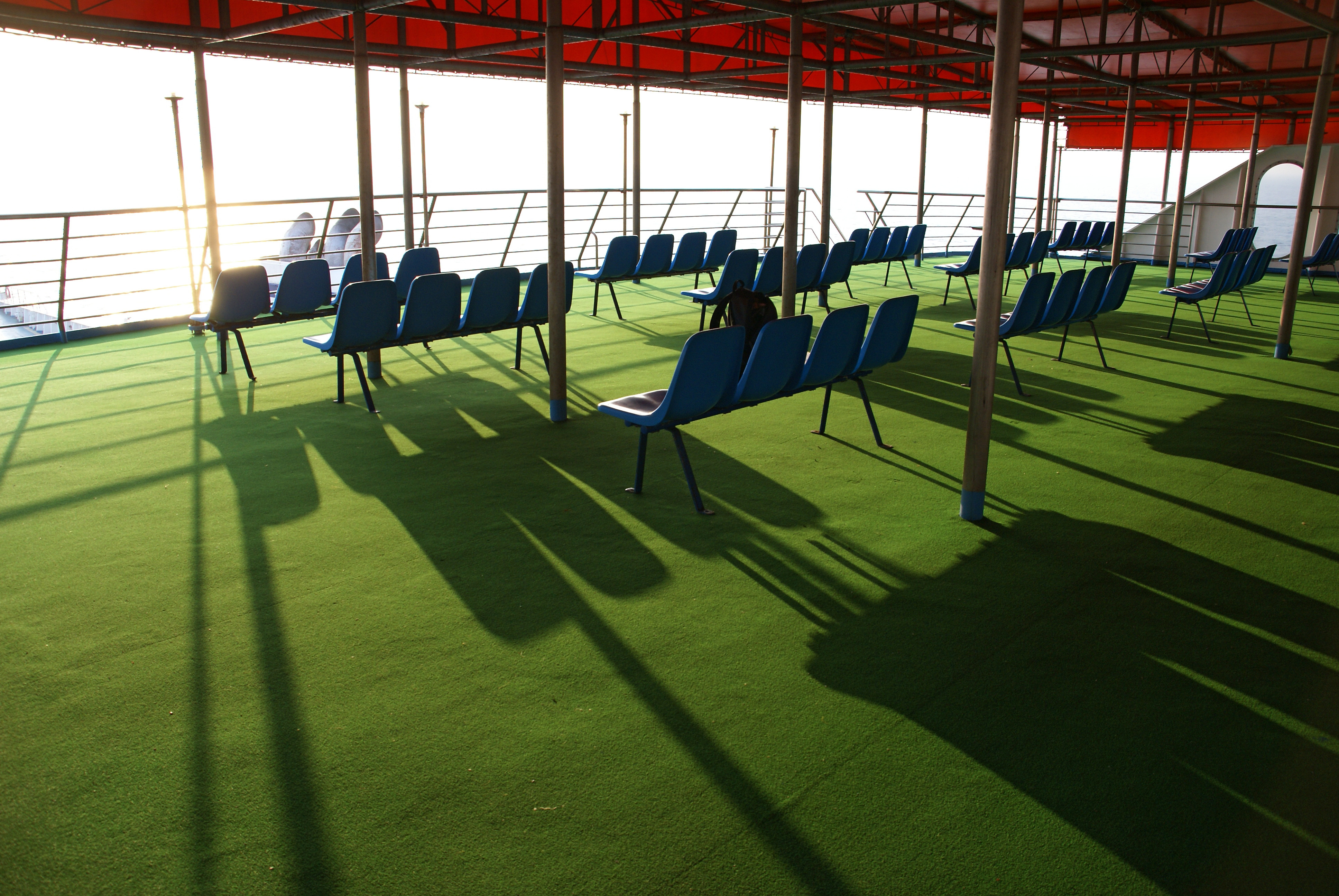
Überdachter Sitzbereich mit Sitzmöglichkeiten